# Mistrzostwa Świata w Biegach Przełajowych 1997
15. Mistrzostwa Świata w Biegach Przełajowych – zawody lekkoatletyczne, które odbyły się niedzielę 23 marca 1997 roku w Parco del Valentino w Turynie. Zawody obserwowało ok. 15 000 widzów.

## Rezultaty

### Seniorzy

#### Indywidualnie
| Medal  | Zawodnik     | Czas      |
| Złoto  | Paul Tergat  | 35:11 min |
| Srebro | Salah Hissou | 35:13 min |
| Brąz   | Tom Nyariki  | 35:20 min |

#### Drużynowo
| Medal  | Reprezentacja                                                                                                 | Punkty |
| Złoto  | Kenia · Paul Tergat · Tom Nyariki · Paul Koech · Joseph Kibor · Joshua Chelanga · Shem Kororia                | 51     |
| Srebro | Maroko · Salah Hissou · Ismaïl Sghyr · Khalid Boulami · El Hassan Lahssini · Elarbi Khattabi · Brahim Boulami | 70     |
| Brąz   | Etiopia · Habte Jifar · Assefa Mezgebu · Ayele Mezgebu · Abraham Assefa · Girma Tolla · Tegenu Abebe          | 125    |

### Juniorzy

#### Indywidualnie
| Medal  | Zawodnik             | Czas      |
| Złoto  | Elijah Korir         | 24:21 min |
| Srebro | Millon Wolde         | 24:28 min |
| Brąz   | Paul Malakwen Kosgei | 24:29 min |

#### Drużynowo
| Medal  | Reprezentacja | Punkty |
| Złoto  | Kenia         | 13     |
| Srebro | Etiopia       | 31     |
| Brąz   | Maroko        | 74     |

### Seniorki

#### Indywidualnie
| Medal  | Zawodniczka     | Czas      |
| Złoto  | Derartu Tulu    | 20:53 min |
| Srebro | Paula Radcliffe | 20:55 min |
| Brąz   | Gete Wami       | 21:00 min |

#### Drużynowo
| Medal  | Reprezentacja                                                                     | Punkty |
| Złoto  | Etiopia · Derartu Tulu · Gete Wami · Merima Denboba · Berhane Adere               | 24     |
| Srebro | Kenia · Sally Barsosio · Naomi Mugo · Jane Omoro · Lydia Cheromei                 | 34     |
| Brąz   | Irlandia · Catherina McKiernan · Sonia O’Sullivan · Valerie Vaughan · Una English | 64     |

### Juniorki

#### Indywidualnie
| Medal  | Zawodniczka      | Czas      |
| Złoto  | Rose Koskei      | 14:58 min |
| Srebro | Prisca Jepleting | 14:59 min |
| Brąz   | Ayelech Worku    | 15:02 min |

#### Drużynowo
| Medal  | Reprezentacja | Punkty |
| Złoto  | Kenia         | 15     |
| Srebro | Japonia       | 38     |
| Brąz   | Etiopia       | 39     |

## Tabela medalowa
| Miejsce | Kraj            | Złoto | Srebro | Brąz | Razem |
| 1.      | Kenia           | 6     | 2      | 2    | 10    |
| 2.      | Etiopia         | 2     | 2      | 4    | 8     |
| 3.      | Maroko          | 0     | 2      | 1    | 3     |
| 4.      | Wielka Brytania | 0     | 1      | 0    | 1     |
| 4.      | Japonia         | 0     | 1      | 0    | 1     |
| 6.      | Irlandia        | 0     | 0      | 1    | 1     |